# Crawford Lake (Region Halton)
Crawford Lake ist ein See in der Regionalgemeinde Halton, bei der Stadt Milton, in der kanadischen Provinz Ontario.
Der See liegt in der Crawford Lake Conservation Area (einem vom kanadischen Staat als geologisch und ökologisch bedeutsam eingestuften Gebiet) und ist Teil des Niagara Escarpment-Biosphärenreservats.
Eine Studie aus dem Jahr 1971 ergab, dass der Crawford Lake bzw. das Gewässer darin meromiktisch ist, was bedeutet, dass der Seeboden saisonale Sedimentschichten, sogenannte Warven aufweist, die wiederum eine genaue Datierung der Sedimentschichten ermöglichen; was den See zu einem erstklassigen Standort für archäologische und geochemische Studien macht. So haben geochemische Analysen von Sedimentkernen aus dem Crawford Lake Rekonstruktionen der Umweltgeschichte ermöglicht. Für Geologen ist der See ein Referenzort für den Beginn des angeblichen Anthropozäns.
Der See ist angeblich nach einer Familie mit dem Namen Crawford benannt, die auf dem Gelände lebte und das Land der kanadischen Naturschutzbehörde schenkte. Ihr Haus existierte dort, bis es abbrannte. Erhalten blieb nur die aus Beton bestehende Veranda. Es gibt Fotos des Hauses und der Mitglieder der Familie Crawford. Die Familie Crawford besaß eine Zederbaum-Farm auf der gegenüberliegenden Seite des Sees.

## Crawford Lake Conservation Area
Mithilfe der Pollenanalyse konnte die Geschichte der Crawford Lake Conservation Area über mehrere hundert Jahre hinweg rekonstruiert werden. Die Pollenanalyse ergab Maispollen, was auf eine mögliche Siedlung der Irokesen in der Nähe hindeutet, da Mais ein wichtiger Bestand ihrer Landwirtschaft und Ernährung war. In der Conservation Area wurde ein Schleifstein gefunden, der in einem solchen Dorf verwendet worden wäre. Bei weiteren Ausgrabungen unweit des Fundorts des Schleifsteins wurden die Fundamente eines Dorfes mit elf Langhäusern freigelegt. Das Dorf, von dem angenommen wird, dass es entweder vom Volk der Wyandot-Huron oder der Neutralen Konföderation bewohnt wurde, wurde auf Grundlage langjähriger Wissenschaftsarbeit von Archäologen, historischen Referenzen und mündlichen Überlieferungen der First Nation rekonstruiert.